# Moerstraten
Moerstraten is een dorp in de gemeente Roosendaal in de Nederlandse provincie Noord-Brabant. Voor de gemeentelijke herindeling van 1997 behoorde Moerstraten tot de gemeente Wouw.

## Etymologie
De naam is goed te verklaren: Moer betekent veenmoeras en straten staat voor een straat of weg door dit veen.

## Geschiedenis
De naam Moerstraten werd voor het eerst vermeld in 1359, en wel in een register van inkomsten van de heer van Bergen op Zoom. In 1362 werd het geschreven als: Ter Moerstraten.
Moerstraten was een buurtschap zonder kerk bestaande uit verspreid liggende boerderijen. Van 1515 tot 1795 had Moerstraten geen gemeenteraad maar wel een eigen gemeentebestuur, een schepenbank. Deze bestond uit 5 schepenen en een van hen werd verkozen als burgemeester. Zij werden op voorstel van een drossaard telkens voor één jaar benoemd door de markies van Bergen op Zoom.
In de omgeving moet betrekkelijk veel bos zijn geweest. Dit is echter tijdens de Tachtigjarige Oorlog verloren gegaan. In 1583 werden de huizen verwoest en moesten de bewoners vluchten. Zij kwamen pas omstreeks 1600 terug. De heidevelden werden geleidelijk ontgonnen en deze ontginning werd in de loop van de 19e eeuw voltooid. In 1810 werd Moerstraten als 4e en laatste kerkdorp toegevoegd aan de gemeente Wouw.
Moerstraten was op kerkelijk gebied een onderdeel van drie parochies: Wouw, Heerle, en Steenbergen. De grenzen liepen grillig en men verlangde een eigen parochie en een school. De school kwam in 1927. In hetzelfde jaar kwam de kerk en de pastorie gereed. Het waren deze gebouwen die uiteindelijk tot centrumvorming leidden.
Tijdens de gevechten om de bevrijding van Moerstraten (29 oktober 1944) is veel schade aangericht. De molen en de historische uitspanning "In de Kapel" werden daarbij vernietigd, evenals tal van huizen en boerderijen. Ook de kerk en de pastorie leden grote schade.

## Bezienswaardigheden
- Het oorlogsmonument ter nagedachtenis aan de negen bij de bevrijding omgekomen Canadese militairen bevindt zich op de hoek Luienhoekweg en Moerstraatse Baan. Dit is het eerste na de bevrijding gebouwde oorlogsmonument in Nederland, onthuld op 26 augustus 1945. Het omvat een grote granieten grafzerk en een hoog kruis.
- De Sint-Theresia van het Kind Jezuskerk, aan de Moerstraatsebaan 85, is een bakstenen neogotisch bouwwerk uit 1926, en de eerste parochiekerk van het dorp. Architect was Jacques van Groenendael. De voormalige kerk heeft een ingangstoren, geflankeerd door twee kapellen. De pastorie uit 1927 is van dezelfde architect.
- De Mariakapel aan de Steenbergsestraat is een dankbaarheidskapel uit 1945, naar aanleiding van het feit dat een gezin zonder slachtoffers de oorlog is doorgekomen. Het kleine kapelletje, uitgevoerd in grijze baksteen, werd ontworpen door Jos Godeau en bevat een Mariabeeldje.
- Hoeve Spreeuwenberg aan Laagweg 2, is een overblijfsel van een herenhuis dat in 1515 voor het eerst werd vermeld.
- Aan de Moerstraatseweg 112 staat een herberg-boerderij die reeds in 1750 als zodanig werd vermeld.
- Bronzen beeld: Kinderen met Mangelpeeën van Leon Vermunt, uit 1997, aan de Moerstraatseweg. Een mangelpee of mangelwortel is een voederbiet.
- Stenen beeld: Kind van Kees Keijzer, uit 1966, voor de basisschool.

## Natuur en landschap
Moerstraten bevindt zich te midden van landbouwgebied op laaggelegen zandgrond. Ten zuidoosten bevindt zich Landgoed Altena, een waterwingebied met jong bos. Ten zuiden van Moerstraten ligt het Pottersbos. Ten noorden van Moerstraten vindt men, op Steenbergs grondgebied, het natuurgebied Oudland en ten westen daarvan Het Laag.

## Evenementen
- Carnaval. De carnavalsnaam is: Mangelpeejenlaand.
- Dorpsfeest in juli

## Voorzieningen
Het dorp beschikt over de volgende voorzieningen: een klein aantal winkels en bedrijven en de voetbalclub FC Moerstraten.

## Nabijgelegen kernen
Steenbergen, Halsteren, Heerle